# 上海ルーキーSHOW
『上海ルーキーSHOW』（シャンハイルーキーショー）は、2005年4月13日から同年9月21日までフジテレビで放送されていたバラエティ番組。放送時間は毎週水曜 24時35分 - 24時58分（日本標準時、木曜 0時35分 - 0時58分）。

## 概要
大竹しのぶと久本雅美がメインを務めた深夜番組で、彼女たちが各回のゲストとともに歌とトークとシチュエーション・コメディを展開していた。
- 2005年4月13日24：50〜25：13、2005年4月20日24：35〜24：58、2005年4月27日24：35〜24：58 - ゲスト：市村正親
- 2005年5月4日25：20〜25：43、2005年5月11日24：35〜24：58 - ゲスト：真矢みき
- 2005年5月18日24：35〜24：58、2005年5月25日24：35〜24：58 - ゲスト：ピーター&石井竜也
- 2005年6月1日25：05〜25：28、2005年6月8日24：35〜24：58 - ゲスト：小堺一機&パパイヤ鈴木
- 2005年6月22日24：45〜25：08 「上海ルーキーSHOW」
- 2005年7月6日24：35〜24：58、2005年7月13日24：45〜25：08 - ゲスト：西城秀樹&マルシア
- 2005年7月20日25：35〜25：58、2005年7月27日24：55〜25：18 - ゲスト：大地真央&ブラザートム
- 2005年8月3日24：50〜25：13、2005年8月10日24：35〜24：58 - ゲスト：野口五郎&ソニン
- 2005年8月17日24：50〜25：13、2005年8月24日24：35〜24：58 - ゲスト：岩崎宏美&栗田貫一
- 2005年8月31日24：35〜24：58 「上海ルーキーSHOW」
- 2005年9月7日24：35〜24：58、2005年9月14日24：35〜24：58 - ゲスト：大友康平&原口あきまさ
- 2005年9月21日25：05〜25：28 - 上海ルーキーSHOW

2002年1月4日（金曜）25：20〜26：20にフジテレビ系列で『しのぶ&まさみSHOW 未亡人下宿』として一度正月特番として放送され、その後も『しのぶ&まさみSHOW2 未亡人下宿』（2002年10月3日24：40〜25：40）、総集編（2002年12月30日10：00〜11：40）、『しのぶ&まさみSHOW3 未亡人下宿』（2004年1月1日25：05〜26：05）、『しのぶ&まさみSHOW4 未亡人下宿』（2005年1月5日24：55〜25：55）として3度にわたって放送されていた『しのぶ&まさみSHOW』を前身とする。初回放送から3年以上を掛けてようやくレギュラー化されたものの、番組はわずか半年で打ち切られた。
大竹しのぶは「次の舞台はインド」「（この番組の）オープニングソングをCD化する」と次への意気込みを語っていたが、これらの企画がその後どうなったのかは不明。レギュラー放送の終了後、2005年12月28日（水曜）24：55〜25：55に『しのぶ・まさみshow'05 恋してラララ』という年末特番が放送された。

## 出演者
- 大竹しのぶ
- 久本雅美
- ゲスト2組
- 坂見誠二
- 柳宗明

## ナレーター
- 里虹

## スタッフ
- 企画：吉田正樹
- 構成：海老克哉、勝栄
- ブレーン：倉本美津留
- 振り付け：三浦亨
- アレンジ：荒木陽太郎
- マニピュレーション：北岡徹也
- レコーディング：岡崎秀俊
- 美術：行武直高
- セットデザイン：棈木陽次
- 美術進行：西村貴則
- 大道具：三上晋
- 装飾：岡田寿也（オカピー）
- 衣裳：浅見彰
- スタイリスト：安野ともこ
- ヘアメイク：新井克英、白井ユリ
- アクリル装飾：川島正義
- 生花装飾：篠原里紗
- アートフレーム：神崎祐樹
- 電飾：島崎真由美
- 視覚効果：倉谷奈絵
- SW (スイッチャー)：河西純
- CAM (カメラマン)：横山政照
- VE (ビデオエンジニア)：高橋正直
- 音声：森田篤
- PA：長谷川大輔
- 照明：北澤正樹
- 選曲・音響効果：西野有彦
- 編集：岩崎秀徳
- MA (マルチオーディオ)：円城寺暁
- 編成：中野利幸
- 広報：稲葉匡信
- ディレクター：藤沼聡、印田弘幸、渡辺勝昭
- 演出：深瀬雄介、小松純也
- プロデューサー：坪田譲治、高橋正秀、朝倉千代子
- 音楽制作協力：Halftone Music
- 技術協力：ニユーテレス、FLT、IMAGICA
- 企画協力：北村明子（シス・カンパニー）、平間淳（WAHAHA本舗）
- 制作：フジテレビバラエティ制作センター

## 沖縄県での放送
フジテレビ系列に属しながら日本テレビ製作番組の受け皿局となっている沖縄テレビでは、フジテレビでの放送が既に終了していた2005年11月25日から毎週金曜 26時15分 - 26時45分（土曜 2時15分 - 2時45分）に放送。